# Alex Mowatt
Pour les articles homonymes, voir Mowatt.
Alex Mowatt, né le 13 février 1995 à Doncaster, est un footballeur anglais qui évolue au poste de milieu de terrain à West Bromwich Albion.

## Biographie
Le 27 janvier 2017, Mowatt s'engage pour deux ans et demi avec le Barnsley FC.
Le 31 août 2017, il est prêté à Oxford United.
Le 2 juillet 2021, il rejoint West Bromwich Albion.
Le 13 août 2022, il est prêté à  Middlesbrough FC.

## Palmarès

### En club
- Barnsley
  - Vice-champion de League One (D3) en 2019

### Distinctions personnelles
- Meilleur jeune joueur de Leeds United en 2014.
- Membre de l'équipe-type de D3 anglaise en 2019.